# Футболіст року в США
Футболіст року в США (англ. U.S. Soccer Athlete of the Year) — найвища щорічна нагорода, яку присуджують американським футболістам у п'яти категоріях. Вручається Федерацією футболу США за видатні досягнення протягом календарного року. З 1984 року вручається найкращому футболісту року і з 1985 року — найкращій футболістці року. З 1998 року додано категорії «Молоді футболісти року серед юнаків та дівчат», а з 2012 року нагороди також присуджують у категорії «Футболіст року серед інвалідів»
П'ятдесят відсотків голосів припадають на зареєстрованих користувачів сайту Федерації футболу США, а решта голосів є членами засобів масової інформації країни та представниками Федерації, включаючи тренерів національних збірних та членів ради директорів Федерації футболу США
Титул молодого футболіста року може бути присуджений гравцеві не більше одного разу за кар'єру

## Футболіст року в США
| Рік  | Футболіст року    | Футболістка року        | Молодий футболіст року | Молода футболістка року | Футболіст року серед інвалідів |
| ---- | ----------------- | ----------------------- | ---------------------- | ----------------------- | ------------------------------ |
| 1984 | Рік Девіс         | —                       | —                      | —                       | —                              |
| 1985 | Перрі Ван дер Бек | Шерон Ремер             | —                      | —                       | —                              |
| 1986 | Пол Каліджурі     | Ейпріл Хайнрікс         | —                      | —                       | —                              |
| 1987 | Брент Гуле        | Керін Дженнінгс-Габарра | —                      | —                       | —                              |
| 1988 | Пітер Вермес      | Джой (Біфілд) Фосетт    | —                      | —                       | —                              |
| 1989 | Майк Віндішманн   | Ейпріл Хайнрікс         | —                      | —                       | —                              |
| 1990 | Таб Рамос         | Мішель Екерс            | —                      | —                       | —                              |
| 1991 | Уго Перес         | Мішель Екерс            | —                      | —                       | —                              |
| 1992 | Марсело Бальбоа   | Керін Дженнінгс-Габарра | —                      | —                       | —                              |
| 1993 | Томас Дулі        | Крістін Ліллі           | —                      | —                       | —                              |
| 1994 | Марсело Бальбоа   | Мія Хем                 | —                      | —                       | —                              |
| 1995 | Алексі Лалас      | Мія Хем                 | —                      | —                       | —                              |
| 1996 | Ерік Віналда      | Мія Хем                 | —                      | —                       | —                              |
| 1997 | Кейсі Келлер      | Мія Хем                 | —                      | —                       | —                              |
| 1998 | Кобі Джонс        | Мія Хем                 | Джош Вольфф            | Сінді Парлоу-Коун       | —                              |
| 1999 | Кейсі Келлер      | Мішель Екерс            | Бен Олсен              | Лоррі Фейр              | —                              |
| 2000 | Кріс Армас        | Тіффені Мілбрет         | Лендон Донован         | Елі Вагнер              | —                              |
| 2001 | Ерні Стюарт       | Тіффені Мілбретт        | Дамаркус Бізлі         | Аліша Креймер           | —                              |
| 2002 | Бред Фрідель      | Шеннон Макміллан        | Боббі Конві            | Ліндсей Тарплі          | —                              |
| 2003 | Лендон Донован    | Еббі Уомбак             | Фредді Аду             | Кет Реддік-Уайтхилл     | —                              |
| 2004 | Лендон Донован    | Еббі Уомбак             | Едді Джонсон           | Хезер О'Райлі           | —                              |
| 2005 | Кейсі Келлер      | Крістін Ліллі           | Бенні Фейлхабер        | Лорі Чалупні            | —                              |
| 2006 | Огучі Оньєву      | Крістін Ліллі           | Джозі Алтідор          | Даніша Адамс            | —                              |
| 2007 | Клінт Демпсі      | Еббі Уомбак             | Майкл Бредлі           | Лорен Голідей           | —                              |
| 2008 | Тім Говард        | Карлі Ллойд             | Саша Клештан           | Крісті М'юїс            | —                              |
| 2009 | Лендон Донован    | Гоуп Соло               | Луїс Гіл               | Тобін Гіт               | —                              |
| 2010 | Лендон Донован    | Еббі Уомбак             | Гале Агбосумонде       | Біанка Хеннінгер        | —                              |
| 2011 | Клінт Демпсі      | Еббі Уомбак             | Брек Шей               | Сідні Леру              | —                              |
| 2012 | Клінт Демпсі      | Алекс Морган            | Рубіо Рубін            | Джулі Джонстон          | Феліша Шродер                  |
| 2013 | Джозі Алтідор     | Еббі Уомбак             | Уіл Треп               | Ліндсі Хоран            | Рене Рентерія                  |